# Кролевецька міська територіальна громада
Кролевецька міська громада — територіальна громада в Україні, у Конотопському районі Сумської області. Адміністративний центр — місто Кролевець.
Площа громади — 422 км², населення — 24 457 мешканців (2018).
Утворена 4 січня 2017 року шляхом об'єднання Кролевецької міської ради та Грузчанської, Реутинської сільських рад Кролевецького району.
19 липня 2020 року, в результаті адміністративно-територіальної реформи та ліквідації Кролевецького району, громада увійшла до складу новоутвореного Конотопського району.

## Населені пункти
До складу громади входять 1 місто (Кролевець), 2 селища (Луч, Мирне) і 71 село: 
- Алтинівка
- Антонівка
- Артюхове
- Безкровне
- Бистрик
- Білогриве
- Божок
- Боцманів
- Буйвалове
- Васильківщина
- Веселі Гори
- Воргол
- Воронцове
- Горохове
- Гречки
- Грибанів
- Грузьке
- Губарівщина
- Дідівщина
- Добротове
- Дубовичі
- Жабчине
- Заболотове
- Загорівка
- Зазірки
- Заріччя
- Заруддя
- Калашинівка
- Камінь
- Кащенкове
- Ковбасине
- Кубахове
- Лапшине
- Литвиновичі
- Локня
- Любитове
- Майорівка
- Марухи
- Медведеве
- Миколаєнкове
- Морозівка
- Мостище
- Мутин
- Неровнине
- Ніжинське
- Новоселиця
- Обтове
- Отрохове
- Папчине
- Пасіка
- Перемога
- Пиротчине
- Погорілівка
- Покровське
- Прогрес
- Ретик
- Реутинці
- Сажалки
- Свидня
- Соломашине
- Спаське
- Срібровщина
- Тарасівка
- Терехове
- Тулиголове
- Хоменкове
- Хрещатик
- Червона Гірка
- Шлях
- Ярове
- Ярославець

## Див.також
Обстріли Кролевецької міської громади